# 482
Évszázadok: 4. század – 5. század – 6. század
Évtizedek: 430-as évek – 440-es évek – 450-es évek – 460-as évek – 470-es évek – 480-as évek – 490-es évek – 500-as évek – 510-es évek – 520-as évek – 530-as évek
Évek: 477 – 478 – 479 – 480 –  481 – 482 – 483 – 484 – 485 – 486 – 487

## Események

### Európa
- Zénón bizánci császár Akakiosz konstantinápolyi pátriárka segítségével kiadja Hénótikon ("egység") rendeletét, melyben megpróbálja összeegyeztetni a Krisztus isteni és emberi lényegén összekülönbözött khalkédóni és monofizita irányzatot a kereszténységen belül. Álláspontját azonban egyik fél sem találja elfogadhatónak.
- A hagyomány szerint ebben az évben alapították Kijevet.

### Perzsia
- A kaukázusi Ibéria királya, I. Vahtang kivégezteti Varszken herceget (a perzsa párt vezetőjét, aki áttért a zoroasztriánus hitre), mert az halálra kínozta feleségét, Susanikot, mert az nem volt hajlandó feladni keresztény hitét. Ezzel nyílt konfrontációba kerül hűbérurával, I. Péroz szászánida nagykirállyal és Vahtang a hunoktól és a lázadó örményektől kér segítséget.

### Kína
- 55 évesen meghal Kao császár, a Déli Csi-dinasztia alapítója. Utóda 42 éves fia, Hsziao Cö, aki a Vu uralkodói nevet veszi fel.

## Születések
- május 11. – I. Iusztinianosz, bizánci császár

## Halálozások
- Csi Kao-ti, a Déli Csi-dinasztia császára
- Noricumi Szent Szeverin, keresztény szent

## Fordítás
- Ez a szócikk részben vagy egészben  a(z)   482 című angol Wikipédia-szócikk ezen változatának fordításán alapul.  Az eredeti cikk szerkesztőit annak laptörténete sorolja fel. Ez a jelzés csupán a megfogalmazás eredetét és a szerzői jogokat jelzi, nem szolgál a cikkben szereplő információk forrásmegjelöléseként.